# Parsec
| Grotere eenheden | Grotere eenheden | Grotere eenheden |
| factor           | naam             | symbool          |
| ---------------- | ---------------- | ---------------- |
| 1                | parsec           | pc               |
| 103              | kiloparsec       | kpc              |
| 106              | megaparsec       | Mpc              |
| 109              | gigaparsec       | Gpc              |

De parsec (meervoud parsecs, symbool pc) is een afstandsmaat die gebruikt wordt in de astronomie, gedefinieerd als (648 000/π) AE, dit is 3,085 677 581 ... × 1016 m (bijna 31 biljoen kilometer), ongeveer 206 264,8 AE of 3,261 564 lichtjaar. Het woord zelf is een samentrekking van parallax en boogseconde.

## Achtergrond
De parsec is de afstand die men vanaf de zon de ruimte moet ingaan, om de gemiddelde afstand aarde - zon onder een hoek van één boogseconde te zien.
Vanaf de bewegende Aarde gezien zal een ster oscilleren aan de hemel. Elke zes maanden ziet men een ster op een afstand van één parsec zich schijnbaar over een hoek van twee boogseconden bewegen. 
Van dit verschijnsel, dat parallax wordt genoemd, maken astronomen gebruik om de afstand tot de dichtstbijzijnde sterren te bepalen. Men kan het resultaat van de meting, in boogseconden, dus direct herleiden naar een afstand in parsec. De afstand in parsec is namelijk de reciproke (omgekeerde) waarde van de parallax in boogseconden. Zie Astronomische afstandsmeting.

## Waarde van de parsec
De gemiddelde afstand van de aarde tot de zon is gelijk aan 1 AE (astronomische eenheid) = 149 597 870 700 meter. Een hoek van 1 boogseconde is uitgedrukt in radialen π/(180 × 60 × 60). De omgekeerde waarde hiervan is 206 264,8. Noemen we de afstand van één parsec d, dan is de lengte van de boog waarop die ene boogseconde staat gelijk aan d × π/(180 × 60 × 60) m. In theorie zou voor de bovengenoemde astronomische afstandsmeting gerekend moeten worden met de tangens van de hoek van 1 boogseconde omdat het vlak van de aardbaan geen gebogen oppervlak is, maar voor de definitie van de parsec wordt de tangens benaderd door het aantal radialen, wat erop neerkomt dat de lengte van die boog gelijk genomen wordt aan één astronomische eenheid: 1 AE = d × π/(180 × 60 × 60). Dus d = (1 AE × 180 × 60 × 60)/π = 3,085 677 581 ... × 1016 m. Uit bovenstaande berekening volgt dat één parsec overeenkomt met ongeveer 206 264,8 AE of ongeveer 3,261 564 lichtjaar.

## Gebruik van de parsec
Om historische en praktische redenen gebruiken astronomen vaker de parsec dan het lichtjaar om afstanden aan te duiden. De dichtstbijzijnde ster Proxima Centauri staat bijvoorbeeld op een afstand van 1,3 parsec (4,2 lichtjaar). Hoe verder weg de ster ligt, hoe kleiner de parallax en hoek in boogseconden en hoe groter dus de afstand in parsec (en in lichtjaar).
De parsec en het lichtjaar zijn geen SI-eenheden.
Het komt ook veel voor in de serie van films Star Wars, daar schept Han Solo op over het feit dat hij de Kessel Run heeft gemaakt in minder dan 12 parsecs.

## Grotere afstanden
Voor grotere afstanden worden wel de kiloparsec, megaparsec en gigaparsec gebruikt:
- 1 kiloparsec = 1 kpc = 103 parsec
- 1 megaparsec = 1 Mpc = 106 parsec
- 1 gigaparsec = 1 Gpc = 109 parsec

Grotere eenheden zijn in de astronomie niet nodig. Met een leeftijd van circa 13,7 miljard jaar heeft alles in het heelal een waarnemingshorizon van ongeveer 46,5 gigalichtjaar. Dat is circa 15 gigaparsec.